# Henu
Henu è stato un funzionario egizio di alto rango operante alla corte del re.
Visse circa 2000 anni a.C. tra la fine del Primo periodo intermedio e l'inizio del Medio Regno sotto Mentuhotep III durante l'XI dinastia. I suoi titoli erano: Portatore del sigillo reale, Intendente di corte, Amministratore di proprietà reali e Giudice.
Tra i suoi doveri era annoverata la sorveglianza del confine meridionale con la sua difesa e la sovraintendenza nell'edificazione di opere pubbliche.
La sua tomba è stata ritrovata, non profanata, nella necropoli di Minya a Deir Al Barsha. La scoperta è stata casuale perché la camera funebre si trovava all'interno di un'altra tomba, quella di Uky, e il suo varco d'ingresso era completamente ostruito da detriti.
La tomba era piccola e conteneva un sarcofago ligneo, decorato con il nome del defunto. Vi erano anche illustrate le frasi rituali e le formule delle offerte agli dei Osiride e Anubi. Non mancavano gli occhi, che consentivano alla mummia di vedere il sole che sorgeva.
Il corredo funebre consisteva in un modellino di barca solare e di numerosi ushabti ben conservati, colorati e di notevole fattura. Le statuette raffiguravano operai impiegati nelle varie fasi di costruzione, come per esempio fare mattoni, e donne impiegate in lavori di corte, come fare la birra. I primi testimoniano che il defunto era realmente occupato, in vita, nella costruzione di opere varie.
Sul sarcofago erano deposti i sandali di Henu, che gli sarebbero serviti per camminare comodamente nell'Oltretomba. È stata ritrovata anche la statua del defunto con abiti ufficiali. 
La mummia era avvolta in lenzuoli e  bende di lino e sul poggiatesta  era inciso, ad ulteriore conferma, il  nome di Henu.
Sono attualmente in corso (2008) accurati esami, i cui risultati ancora non si conoscono, per acquisire informazioni sulla salute, sull'età e sulle possibili cause del decesso.